# Округ Принс Џорџ (Вирџинија)
Принс Џорџ (енгл. Prince George County) је округ у америчкој савезној држави Вирџинија.

## Демографија
По попису из 2010. године број становника је 35.725, што је 2.678 (8,1%) становника више него 2000. године.
| Група             | 2000.          | 2010.          |
| Белци             | 19.532 (59,1%) | 20.822 (58,3%) |
| Афроамериканци    | 10.753 (32,5%) | 11.429 (32,0%) |
| Азијати           | 573 (1,7%)     | 543 (1,5%)     |
| Хиспаноамериканци | 1.625 (4,9%)   | 2.058 (5,8%)   |
| Укупно            | 33.047         | 35.725         |